# 高元法
高元法（1937年11月—2014年8月7日），江苏省滨海县人，中国人民解放军海军少将。

## 生平
1955年3月加入中国人民解放军，历任厦门水警区副司令员，海坛水警区司令员，福建基地司令员、海军榆林基地原司令员。1988年9月被授予海军少将。2014年8月7日在厦门逝世，享年77岁。